# Eric Gyllenstierna af Lundholm
Eric Gyllenstierna af Lundholm, född 27 mars 1882 i Brunnby, död 26 juni 1940 på Krapperup, var en svensk friherre Gyllenstierna af Lundholm och diplomat.

## Biografi
Gyllenstierna var son till godsägaren friherre Nils Gyllenstierna och friherrinnan Ellen Stiernstedt. Han avlade juris utriusque kandidatexamen i Lund 1909 och tjänstgjorde åt domarekansli i Luggude och Medelstad 1910–1912 och hade tings- och domareförordnanden i Medelstad 1912. Gyllenstierna var amanuens i Civildepartementet 1913–1915, notarie i riksdagens jordbruksutskott 1913–1915, sekreterare hos riksdagens justitieombudsman 1915–1918 och medlem och sekreterare av sakkunniga för åtgärder mot försvarsfientliga propagandan 1917 samt kansliråd i Sjöförsvarsdepartementet 1917–1918. Han var tillförordnad extra avdelningschef vid Utrikesdepartementet (UD) 1918, förste legationssekreterare i Helsingfors 1919, tillförordnad förste legationssekreterare i Paris 1919–1921, legationsråd i Paris 1921–1922, legationsråd och byråchef i UD 1922, legationsråd i London 1927, envoyé i Moskva och Teheran 1930–1938, i Ankara och Aten 1938–1939, i disponibilitet p.g.a. sjukdom sistnämnda år.
Han gifte sig 1:o 1910 med Wanda Charlotta Henrietta Henriksson (1881–1917), dotter till arbetaren sedermera åkaren Carl Henriksson och Augusta Maria Qvist,  2:o 1922-1925 med Marie Henriette Crespy (1896-1978),    3:o 1925-1937 med Signe Maria Fineman (1898-1981), dotter till fil dr Carl Gottfrid Fineman och Ebba af Geijerstam, samt 4:o 31 augusti 1937 - 9 oktober 1939 med Dorothy Griffin (1895-1948) i hennes andra gifte (gift 1:o Love).  
Fideikommissarie till Krapperup och Bjersgård 1926-1940. 

## Utmärkelser

### Svenska utmärkelser
- Kommendör av första klassen av Nordstjärneorden, 6 juni 1932.[3]
- Riddare av Nordstjärneorden, 25 november 1922.[4]

### Utländska utmärkelser
- Första klassen av Irakiska Rafidain-orden, 2 november 1934.
- Första klassen av Iranska Homayounorden, 1935.
- Kommendör av Belgiska Leopoldsorden,1927
- Kommendör av andra klass av Polska Polonia Restituta, 1926.
- Officer av Franska Hederslegionen, 1921.